# Georges Canetti
Georges Canetti (* 23. Januar 1911 in Rustschuk, Bulgarien; † 27. August 1971 in Vence, Frankreich) war ein Arzt und Tuberkuloseforscher. Er war der jüngste Bruder von Elias Canetti und Jacques Canetti.

## Leben
Canetti studierte in Wien und Paris Medizin und erhielt 1933 die französische Staatsbürgerschaft. 1937 begann er, am Institut Pasteur zu arbeiten und leitete bis 1944 das Labor für pathologische Anatomie des Pariser Hôpital Cochin. Am Institut Pasteur wurde er 1954 zum Laborchef ernannt und als anerkannter Tuberkuloseforscher bekannt. 1958 berief ihn die Weltgesundheitsorganisation zum Experten, 1959 wurde er in die Ehrenlegion aufgenommen. 1970 wurde er schließlich Vizepräsident des Institut Pasteur.
Im Nachlass von Georges Canetti, „der sich außer zu schönen Männern zu seiner mütterlichen Schwägerin Veza hingezogen fühlte“, wurden in Paris ca. 400 Briefe seines Bruders Elias und dessen erster Frau gefunden.
Er erkrankte 1934 selbst an einer kavernösen Lungentuberkulose, mit der er viele Jahre zu kämpfen hatte.